# Лошница
Лошница (бел. Лошніца, пол. Łosznica, лит. Lošnicė) — агрогородок в Борисовском районе Минской области Беларуси. Административный центр Лошницкого сельсовета.

## Топонимика
Среди топонимических гипотез и легенд о названии деревни были:
- обилие лосей в окружающих лесах (лось — река Лоша — Лошница);
- обилие лососей в водах речки Лоша — хотя в наши дни река обмелела и выглядит как ручей (лосось — река Лоша — Лошница);
- осмотр императрицей Екатериной Великой новой дороги — «Екатерининского Тракта», ныне это трасса М1 (Е30), проходит через территорию а. г. Лошница в его северной части: согласно легенде, в районе безымянного рабочего поселка лошадь императирицы пала и поселок назвали в эту честь (лошадь пала ниц — лошь ниц — Лошница);
- во времена татарского ига хан приказал организовать для ночлега яму, выложенную шкурами — ложе (ложе — река Лоша — Лошница).

Действительное происхождении названия деревни зафиксировано в люстрационной записи города Борисова, сделанной в 1749 году, которая гласит, что деревня получила своё название благодаря обитающим в этих лесах лосях («лоши» — лоси): «Потому и Лошница, что меж там лоши в пущах тёмных мают во многом числе пребывати и Криничной воды питии, которая весьма сладка и смаковита лошам».

## Ранняя история
Лошница является одним из древнейших мест Борисовского района, но дата основания Лошницы неизвестна, письменные источники про поселение до XVI века отсутствуют. Наиболее давнее письменное свидетельство относится к 1563 году. Под этой датой Лошница упоминается в одной из летописей как местечко в Борисовском старостве Витебского воеводства Великого княжества Литовского.
На территории современной Лошницы в неолите существовали поселения, о чём свидетельствуют обнаруженные в окрестностях деревни на берегу реки Мужанка в XIX веке в ходе археологических раскопок каменные орудия труда: один гранитный топор, три диоритовых топора и куски трёх просверленных каменных топоров.

## Лошница в Отечественной войне 1812 года
В Лошнице с 11 по 12 нобяря 1812 года квартировал Наполеон Бонапарт.
После того, как город Борисов 9–10 ноября 1812 года был отбит у наполеоновских войск авангардом генерала К. Ламберта и частями адмирала П. В. Чичагова, в попытке вернуть Борисов, ночью с 10 на 11 ноября авангард французской армии под командованием маршала Ш. Удино численностью более 7 тысяч человек занял деревню Лошницу без боя, а утром с авангардом продолжил движение в сторону Борисова. На рассвете 12 ноября Ставка Наполеона в сопровождении императорской гвардии выступила из Бобра в Лошницу ускоренным маршем, эти части прибыли в деревню во вторую половину дня 12 ноября. Наполеон со штабом остановился в здании, ныне известным как старое здание аптеки. В планах Наполеона было собрать боеспособные части и подготовиться к броску через реку Березину.
В Лошнице собрались три боеспособные части французской армии: корпус маршала Удино, корпус маршала Клода-Виктора и 22-я пехотная дивизия генерала Партуно.
Бонапарт также ожидал прибытия обозов с ценностями, вывезенными из Москвы, которые должны были прибыть в Лошницу 11 ноября под охраной солдат полковника Яна Хоффмана. Этот обоз французской армии был перехвачен поляками где-то на пути между Оршей и Лошницей.
12 ноября 1812 года Наполеон провёл осмотр и переформирование своих войск и покинул с армией Лошницу 13 ноября 1812 года.

## Лошница в начале XX века
Учитель С. В. Бирич, приехавший работать в Лошницкое народное училище в октябре 1900 года, в своих мемуарах написал, что в том году из 200 с лишним детей школьного возраста в школе учились не более 40.

## Хронология Лошницы
Хронология Лошницы:
- XIII—XV век — основана деревня;
- 1563 год — первое упоминание о Лошнице в письменном источнике (летописи), Лошница отнесена к Борисовскому староству Витебского воеводства Великого княжества Литовского;
- 1793 год — Лошница вошла в состав Российской империи как местечко Лошница Борисовского повета Минской губернии.
- 1816 год — построена Свято-Михайловская православная церковь;
- 1863 год — открылось одноклассное народное училище;
- 1870 год — Лошница стала селом;
- 1885 год — Лошница назначена центром волости в Борисовском повете;
- 1898 год — построена деревянная Святодуховская церковь;
- 1910 год — открыта синагога;
- 1913 год — народное училище преобразовано в четырёхклассное из одноклассного;
- 1918 год — Лошница оккупирована Германией;
- 1919 год — открыта Лошницкая начальная школа;
- с 1919 по 1920 год Лошница оккупирована Польшей;
- 1920 год — открыта народная библиотека, клуб и Народный театр;
- 1923 год — Лошницкая школа стала семилетней;
- 1924 год — Лошница стала центром сельского совета, отнесенного к Борисовскому району;
- 1932 год — открылся Прияминский ремонтный завод;
- с 3 июля 1941 по 29 июня 1944 года Лошница оккупирована фашистской Германией;
- с 1945 по 1955 год в Лошнице работает детский дом;
- 1950 год — Лошница стала центральной усадьбой колхоза имени Мичурина;
- 1969 год — построен и открыт кинотеатр;
- 1999 год — в посёлке Лошница открыта гимназия;
- 2001 год — построена каменная Свято-Михайловская церковь.

## Легенды и предания

### Предание об основании Лошницы
В середине XIX века П. Шпилевский записал предание про основание Лошницы, которое рассказывает о великом князе Литовском Витовте. согласно этому преданию, князь Витовт проходил с большим войском через леса, где ныне расположена деревня. Ночью его застала сильная буря, тогда князь приказал своим воинам расчистить лес и готовиться к ночлегу на высокой горе возле ручья. Его воины соорудили для него ложе, обложив его шкурами. В память об этом событии гора называется Витогорьем, а ручей — Ложей. К поселению, которое позже возникло на этом месте, перешло имя Ложница, которое на протяжении времени трансформировалось в название Лошница.

### Легенды о поганом озере
Озеро Белая Криница вблизи Лошницы в народе назвают «Поганым». По легенде, в древности на берегу озера было языческое капище («поганское»), которое было разорено христианами в десятом веке. Затем в середине XVII века, во время раскола, на берегу озера обосновались бежавшие от преследования старообрядцы. 7 или 8 семей построили старообрядческую церковь. Раскольники промышляли охотой, бортничеством и рыбной ловлей и жили тихо, но крестьяне из окрестных сел их не любили.
Легенда гласит, что в XVIII веке молодой парубок Михась из деревни Нега полюбил девушку по имени Белянка из старообрядческого поселения. Она, несмотря на разные религии, ответила ему взаимностью и влюбленные встречались на берегу лесного озера. Но отец Белянки был против женитьбы и отказал Михасю в руке дочери. В отчаянии парень залез на крышу церкви, которая стояла на самом берегу обрыва, и спрыгнул с её конька в воду озера. Его тело несколько дней пытались достать со дна, но не нашли, в девушка Белянка после смерти возлюбленного сошла с ума. В любую погоду она бродила вокруг озера и звала своего возлюбленного по имени, или же неподвижно сидела на берегу озера и пристально смотрела в воду, а однажды бесследно пропала.
Местные крестьяне обходили озеро стороной, среди них бытовало поверье, что в озере живут водяной и русалки, кто-то утверждал, что на берегу видели утопленников Михася и Белянку, вышедших из озера погреться на солнце.
Другая легенда рассказывает о трагедии 1812 года. По рассказам, в 1812 году староверы по-прежнему жили в лесу, их поселение насчитывало около 30 человек. Поздней осенью того года в Белую Криницу прибыл большой отряд французских солдат при 5 или 6 пушках с обозом, которых привел к озеру местный охотник из деревни Нега. Легенда гласит, что французы всех жителей вместе с проводником загнали в церковь и подожгли, а пушки и повозки столкнули в озеро с крутого берега, и они быстро затонули. Через некоторое время раздался мощный взрыв, берег, на котором стояла церковь, обрушился в воду бездонного озера вместе с горящей с людьми церковью. Вопли горящих заживо людей прекратились, дым рассеялся, и французы увидели — ни берега, ни церкви, на котором она стояла, больше не было, только на воде покачивались полузатонувшие купола и обгоревшие бревна и доски старообрядческого храма.